# Huang Gongwang
Huang Gongwang (traditioneel Chinees: 黃公望; 1269–1354) was een Chinees kunstschilder, kalligraaf en dichter die actief was tijdens de late Song-periode en de Yuan-periode. Zijn geboortenaam was Lu Jian (陸堅), zijn omgangsnaam Zi Jiu (子久) en zijn artistieke namen Dachi Daoren (大癡道人: 'Een domme taoïst') en Yifeng Daoren (一峰道人: 'Taoïst van één bergtop'). Huang Gongwang was de oudste van de Vier Meesters van de Yuan-dynastie, waartoe ook Wu Zhen (1280–1354), Ni Zan (1301–1374) en Wang Meng (1308–1385) toe behoren.

## Biografie
Lu Jian werd in 1269 geboren in Changshu, in de provincie Jiangsu. Hij behoorde tot een arme familie en werd reeds op jonge leeftijd wees. De 90-jarige Huang Le (黃樂) vroeg zijn familie om hem te adopteren en zo zijn familienaam in stand te houden. Toen de familie Lu hem toestemming gaf, riep Huang naar verluidt: "De oude man Huang heeft altijd naar een zoon verlangd" (黃公望子久矣). Hieraan dankt Huang Gongwang zijn naam, die letterlijk vertaald "het verlangen van de oude man Huang" betekent.
Huang beheerste op jonge leeftijd reeds de Confucianistische Klassieken. Hij verdiepte zich ook in het taoïsme en bekeerde zich tot het Quanzhendao, een van de hoofdstromingen binnen de religie. Om in zijn onderhoud te voorzien werkte hij als klerk voor de overheid. Op middelbare leeftijd kreeg Huang een aanbeveling aan het hof van de Mongoolse Yuan-dynastie in Dadu, het huidige Peking. Toen Huang secretaris was aan het Censoraat van het keizerlijk hof, raakte hij betrokken in een lasterzaak van de minister Chang Lu. Naar verluidt heeft hij vervolgens enige tijd gevangen gezeten.
Na zijn vrijlating trok Huang zich terug uit het publieke leven en werd hij een taoïstische monnik. Reizend door Suzhou, Songjiang en Hangzhou leefde Huang van waarzeggerij. Zijn vrije tijd besteedde hij aan schilderen, dichten en musiceren. Huang spendeerde zijn laatste jaren in de Fuchun-bergen langs de rivier de Qiantang Jiang. Hier schilderde hij rond 1350 zijn beroemdste shan shui-landschap: Woning in de Fuchun-bergen. in 1354 stierf Huang op 86-jarige leeftijd. Hij werd begraven in zijn geboortestad in Changshu.

## Stijl
Huang Gongwang schilderde voornamelijk shan shui-landschappen, waarbij hij voortborduurde op de stijl van oude meesters als Dong Yuan en Juran uit de 10e eeuw. Hij negeerde echter de orthodoxe conventies die de hofschilders hanteerden voor hun naturalistische landschapswerken. Huang hechtte meer waarde aan expressie als aan natuurgetrouwe kopieën van de werkelijkheid. Kenmerkend voor zijn stijl is zijn xieyi-techniek (寫意; 'gedachten schetsen'). Hij schilderde regelmatig over eerder aangebrachte penseelstreken heen, iets wat zeer ongebruikelijk was in zijn tijd. Desondanks stralen Huangs landschappen een serene rust uit. Vernieuwend was ook zijn gebruik van zeer droge penseelstreken met lichte inktwassingen. Zijn ideeën en technieken beschreef hij in zijn handboek Geheimen van landschapsschilderingen (寫山水訣).
Huang wordt beschouwd als een van de meest toonaangevende literati-schilders in de Chinese schilderkunst. Kunsthistoricus James Cahill beschreef Huang als de kunstenaar die "de grootste invloed had op de toekomst van de landschapsschilderkunst". Huangs stijl en visie had een belangrijke invloed op latere meesters als Shen Zhou (1427–1509), Dong Qichang (1555–1636), Lan Ying (1585–1664) en de Vier Wangs uit de Qing-periode.
- Biblioteca Nacional de España: XX1757370
- Bibliothèque nationale de France: cb11969930p (data)
- CiNii: DA07418374
- Gemeinsame Normdatei: 119121417
- International Standard Name Identifier: 0000 0000 6319 1968
- Library of Congress Control Number: n81062253
- Bibliotheek van het Japanse parlement: 00343453
- Nationale bibliotheek van Australië: 36730619
- Nationale Bibliotheek van Israël: 987008914676905171
- Système universitaire de documentation: 027716317
- Trove: 1438488
- Union List of Artist Names: 500319752
- Virtual International Authority File: 54950958
- WorldCat: E39PBJy4jvG3TDGBPCMPfWBtrq